# Wallingford Castle

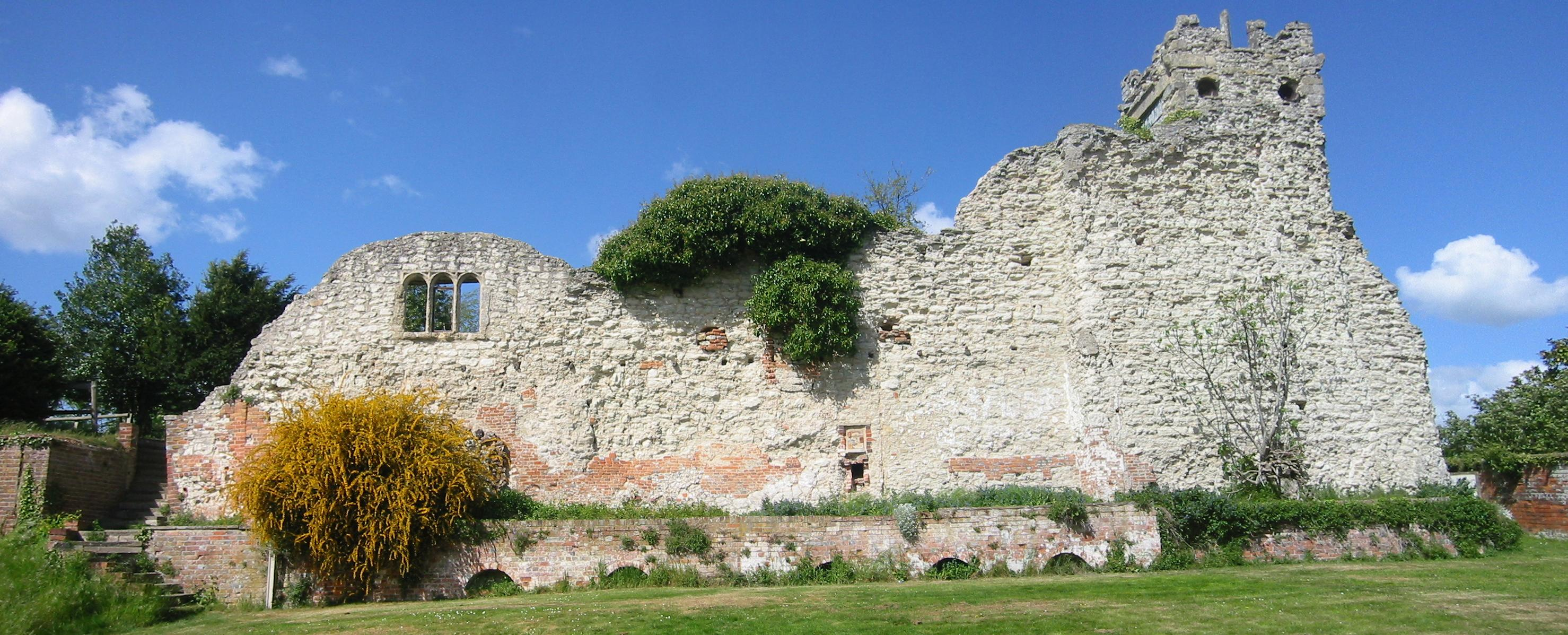
Die Ruinen von Wallingford Castle

Wallingford Castle war ein Schloss in Wallingford in der englischen Grafschaft Oxfordshire (früher Berkshire). Der Bau wurde von Robert D’Oyly initiiert und im Zeitraum von 1067 bis 1071 verwirklicht. Bei Wallingford Castle handelt es sich um eine typische normannische Turmhügelburg. Eine der berühmtesten Bewohnerinnen des Schlosses war die Kaiserin Matilda, welche die einzige legitime Tochter König Heinrichs I. war. Sie musste während einer Eroberung von Oxford Castle nach Wallingford Castle fliehen.

## Geschichte

### Die frühen Jahre des Schlosses
Aus der Frühzeit des Schlosses ist bekannt, dass nach D’Oyly das Schloss in den Besitz seines Schwiegersohnes Miles Crispin kam. Nach dessen Tod kam es an Brian FitzCount. Letzterer heiratete die Tochter Robert D’Oylys nach dem Tod Crispins. FitzCount war verantwortlich dafür, dass das Schloss mit Steinmauern befestigt wurde. Die Burg spielte eine wichtige Rolle bei einer Belagerung durch König Stephan. Diese Belagerung fand im Rahmen eines Streits statt, bei dem es um die Reise der Kaiserin Matilda nach England ging. Dabei stellte sich der Burgherr FitzCount auf die Seite der Kaiserin und opponierte gegen Stephan. Hier kam es, wie bereits erwähnt, zur Flucht der Kaiserin nach Wallingford. Stephan war bei seiner Belagerung erfolglos. Dies sollte aber nicht der letzte Versuch des Königs sein, diese Burg zu erobern. Zwischen 1145 und 1146 versuchte er es unter großer Anstrengung erneut, jedoch war ihm auch dieses Mal kein Erfolg vergönnt. Obwohl er eine eigene Burg im heutigen Crowmarsh Gifford errichtete, konnte er seinen Plan, Wallingford Castle auszuhungern, nicht verwirklichen. Im Jahr 1152 kehrte Stephan zurück, um erneut zu versuchen, das Schloss auszuhungern. Brian Fitzcount wurde bei seiner Verteidigung vom Sohn des Miles Crispin unterstützt. Dabei handelte es sich um Roger Fitzmiles. Nachdem das Schloss immer mehr in Bedrängnis geraten war, wurde Fitzcount vom Sohn der Kaiserin Matilda, Heinrich II. unterstützt. Die Situation spitzte sich vor dem Schloss zu, und die Auseinandersetzung wurde mit dem Vertrag von Wallingford aus dem Jahr 1153 beigelegt. Brian Fitzcount, der ohne Erben blieb, überließ das Schloss später Heinrich II.
Ende des 12. Jahrhunderts ging Wallingford Castle zusammen mit der Stadt in den Besitz des späteren Königs Johann Ohneland. Dies geschah ebenso im Rahmen von Belagerungen. Johann operierte von Wallingford Castle aus im großen Stil und ließ es weiter befestigen.

### 13. bis 15. Jahrhundert
1231 übergab König Heinrich III. seinem Bruder Richard von Cornwall Wallingford Castle als Hauptresidenz. Dieser ließ das Schloss weiter ausbauen und fügte eine große Halle und andere luxuriöse Bauten hinzu. Dieser Aufschwung nahm allerdings ein Ende als Richard 1251 Römisch-deutscher König wurde. Nach einem Intermezzo in dem Simon de Montfort die Burg übernommen hatte, holte sich Heinrich III. das Schloss zurück und es blieb bis zum Ende des 13. Jahrhunderts der Sitz des amtierenden Earl of Cornwall.
Eduard II. nutzte das Schloss als Gefängnis. Nachdem er durch seine Frau Isabelle de France gestürzt wurde, nutzte diese das Schloss als Hauptquartier während ihrer militärischen Aktionen in England. Der Sohn Isabellas, der spätere König Eduard III. beschloss, dass das Schloss dem von ihm eingesetzten Duke of Cornwall als Sitz dienen solle.
Aus dem Schloss, welches in der Folge weiter als Gefängnis diente, konnten immer wieder Gefangene ausbrechen. Um es als Gefängnis zu halten, musste die Krone immer wieder finanziell unterstützend eingreifen.
Während der Rosenkriege spielte es keine wichtige Rolle. Heinrich VIII. nutzte es 1518 ein letztes Mal als königliche Residenz.

### 16. bis 19. Jahrhundert

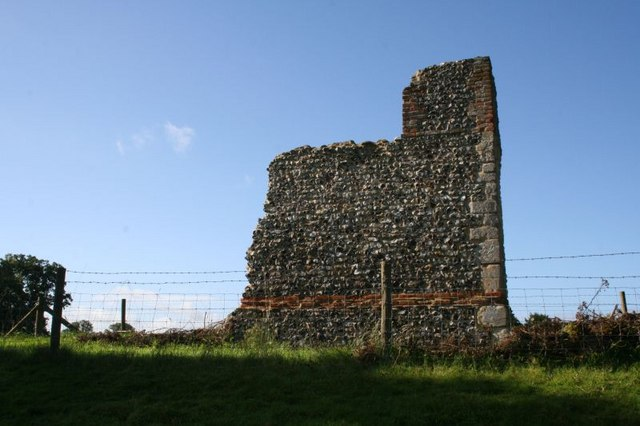
Ein Teilstück, das die Zerstörung nach dem Bürgerkrieg überdauerte

Während des 16. Jahrhunderts geriet das Schloss immer mehr in Vergessenheit. Während der Regentschaft von Maria I. wurde es teilweise abgebaut, um an Blei und andere Baumaterialien zu kommen, welche man für Windsor Castle benötigte. Das Schloss wurde zwar weiterhin als Gefängnis genutzt, jedoch konnten viele Gefangene fliehen. Karl I. konnte, nachdem das Schloss lange Zeit im Besitz des Adels war, selbiges wieder in den Besitz der Krone bringen. Karl schenkte das Schloss seiner Gemahlin Henrietta Maria von Frankreich.
Während des englischen Bürgerkriegs, welcher zwischen König und Parlament ausgefochten wurde, war die Gegend um Wallingford einer der Austragungsorte der Kämpfe. Die Stadt wurde zu einer der Stützpunkte der Unterstützer Karls. Hier wurde im Jahr 1642 eine Garnison zur Abwehr errichtet. Ein gewisser Thomas Bragge wurde von Karl zum Statthalter Wallingfords ernannt. Er sollte das Schloss neuerlich befestigen. 1644 waren die umliegenden Städte Abingdon und Reading an die Roundheads gefallen. Wallingford Castle konnte jedoch nicht eingenommen werden. Die Belagerung ging bis 1646 weiter. Schlussendlich musste man doch aufgeben und das Schloss den Gegnern aushändigen.
Nachdem also die Anhänger des Parlaments das Schloss übernommen hatten, entschieden sie, das Schloss teilweise zu zerstören, damit eventuelle Aufständische hier keinen Unterschlupf mehr finden konnten. Das Schloss wurde zum großen Teil geschleift. Bis auf ein Gebäude, welches bis ins 18. Jahrhundert als Gefängnis benutzt wurde, wurde alles niedergerissen. 1700 wurde im Burghof ein Haus gebaut, 1837 wurde eine Villa an derselben Stelle gebaut.